# CHANGE THIS WORLD
『チェンジ・ディス・ワールド』（CHANGE THIS WORLD）は日本の音楽ユニット、インスタントシトロンのメジャー・デビューアルバム。

## 概要
1995年10月25日に東芝EMI（現：EMIミュージック・ジャパン）から発売された。キャッチコピーは「インスタント シトロン、お待たせのメジャー・アルバム」。
先行して発売されたメジャーデビュー曲を含むシングル2曲を収録。収録曲はホーンやストリングス演奏を加えた多彩なアレンジとなっている。
表題曲「CHANGE THIS WORLD」は子供によるコーラスを加え、1曲目の「Theme of CHANGE THIS WORLD」に繋がる構成となっている（どちらもテレビCMに起用）。「MARCHIN' IN THE RAIN」は曲中に「恋は曲者（Why Do Fools Fall in Love）」のフレーズが一部引用されている。
ジャケットイラストはピチカート・ファイヴのジャケットなどでも知られる森本美由紀が手がける。CDブックレット写真およびPVには高森共子による犬のあみぐるみ「シトロン」が使用され、以降は同氏の書籍などにも紹介されている。
2001年8月30日に1stシングルのカップリング曲「It's a fancy day」を追加し『CHANGE THIS WORLD +1』としてドリームスヴィルレコードより再発された。
再発に際し、大半の作曲を手がけた長瀬は「この作品はカエターノ・ヴェローゾと筒美京平を合体させようとした無茶なアルバムです…というのはちょっと言い過ぎましたが、とにかく向こう見ずな青春アルバムなのは間違いありません」とコメントしている。
「STILL BE SHINE」はアイドルユニットの彼女のサーブ&レシーブがカバーし、2020年発売のアルバム『kanosare』に収録。
2021年6月9日にリイシュー（復刻）盤としてアナログレコードがユニバーサルミュージックより数量限定発売。

## 収録曲
1. Theme of CHANGE THIS WORLD - ユニ・チャームCMソング。
2. STILL BE SHINE
3. 窓辺のpillow Talk
4. しあわせな時間 - 2ndシングル。
5. HEY DAY,DANDY
6. SEE FOR MILES - 1stシングル。丸井「夏の婦人服」キャンペーンCMソング。
7. (Make Me Your)SPECIAL GIRLFRIEND - 2ndシングルのカップリング曲。
8. MARCHIN' IN THE RAIN
9. 小さな泥棒 - La Petite Voleuse -
10. HONEY MOON, HONEY PIE
11. CHANGE THIS WORLD - 泉パークタウンCMソング（2001年）。
12. It's a fancy day（再発盤のみ） - 1stシングルのカップリング曲。丸井「夏の婦人服」キャンペーンCMソング。

作詞：片岡知子（#4を除く）、長瀬五郎（#4,#11）　作曲：長瀬五郎（#8を除く）、片岡知子（#8）　編曲：インスタントシトロン

ホーン・アレンジメント：中山努

## 主な参加ミュージシャン
- 片岡知子 - ボーカル、コーラス、トイ・ピアノ
- 長瀬五郎 - アコースティックギター、エレクトリックギター、コーラス
- 寺谷誠一 - ドラムス
- 松原秀樹 - ベース（#1,#8,#11）
- 荒木晋 - ベース（#2,#4,#5,#6,#7）
- 関雅之 - ベース（#3,#9）
- バカボン鈴木 - ベース（#10）
- 冨田譲 - ピアノ（#1,#4,#6,#7,#8,#9）、ローズ・ピアノ（#2,#3,#5,#6,#7,#9,#11）、オルガン（#2,#4）
- 里村美和 - パーカッション（#1,#3,#5,#7,#8,#9,#10,#11）
- 三沢またろう - パーカッション（#2,#4,#6）
- 荒木敏男 - トランペット
- 山本拓夫 - テナーサックス
- 村田陽一 - トロンボーン